# Église Sainte-Marguerite de Sainte-Gemmes-d'Andigné
Pour les articles homonymes, voir Sainte-Gemmes.
L'église Sainte-Marguerite de Sainte-Gemmes-d'Andigné est une église construite à partir de 1865 par l'architecte Alfred Tessier sur le site de l'ancienne église de Sainte-Gemmes-d'Andigné, en Maine-et-Loire, qui datait du XIIe siècle,. Elle est dédiée à sainte Gemmes[réf. nécessaire].
En 2013, un projet de démolition de l'église est annoncé,. Face aux partisans de la préservation de l'église, une instance de protection est annoncée début 2013, et une inscription au titre des monuments historiques est effective le 6 février 2014.

## Historique
Une première église est construite au XIIe siècle. Étroite, elle est agrandie une première fois vers 1782-1783 par une chapelle contiguë au chœur. Un morceau de la Vraie Croix est offert à l'église en 1784, et l'année suivante, on entreprend de nouveaux travaux.
C'est la petitesse de l'église du XIIe siècle qui motive au cours du dernier tiers du XIXe siècle sa destruction puis la construction d'une nouvelle église sous la direction de l'architecte Alfred Tessier. La première pierre du nouvel édifice est posée et bénie par Guillaume Angebault, évêque d'Angers, le 19 avril 1865.
Dans la nuit du 27 au 28 janvier 1881 vers 2 h, alors que les fidèles sont réunis à l'intérieur de l'église, un coup de vent renverse un des clochetons de l'édifice qui traverse le toit et chute, tuant trois femmes et blessant plusieurs autres personnes.
Célestin Port, dans son Dictionnaire historique, géographique et biographique de Maine-et-Loire, parle, en 1878 d'un « bel édifice à flèche de pierre élancée, qui remplace depuis 1865 la vieille église trop étroite dont partie remontait au XIIe s ». Dans ses Notes sur la ville de Segré et son arrondissement, Émile Milon en donnait la description suivante en 1888 : « L'église, qui dut servir de chapelle à l'abbaye, en même temps que d'église paroissiale, a été remplacée en 1865 par le magnifique édifice, en style ogival du XIIIe siècle, que l'on voit aujourd'hui. Le clocher, à base carrée formant porche, est décoré, à chacun de ses angles, d'élégants clochetons reliés par une jolie balustrade ajourée. Il est surmonté d'une fort belle flèche en pierre. Les pilastres des collatéraux sont également surmontés de petits clochetons, que des arcs unissent au corps principal de l'édifice. L'intérieur se compose de trois nefs, soutenues par de hautes et élégantes colonnes, à l'extrémité desquelles sont l'abside et les absidioles, aux dimensions trop exiguës. Il est éclairé par de nombreuses et gracieuses fenêtres, à double meneaux de pierre et rosace, garnies de vitraux, dont quelques-uns, ceux de l'abside et des absidioles notamment, sont de très belle facture. On y remarque, en outre, son chemin de croix, la chaire et les stalles du chœur ».
En 2013, la démolition de l'église est planifiée par la municipalité, mais une instance de protection de l'édifice est entamée début 2013, gelant toute avancée pendant un an, jusqu'en 2014. Au cours de l'année, l'église Saint-Pierre-aux-liens de Gesté et celle de Saint-Aubin-du-Pavoil ont été détruites. L'église est finalement inscrite au titre des monuments historiques le 6 février 2014.

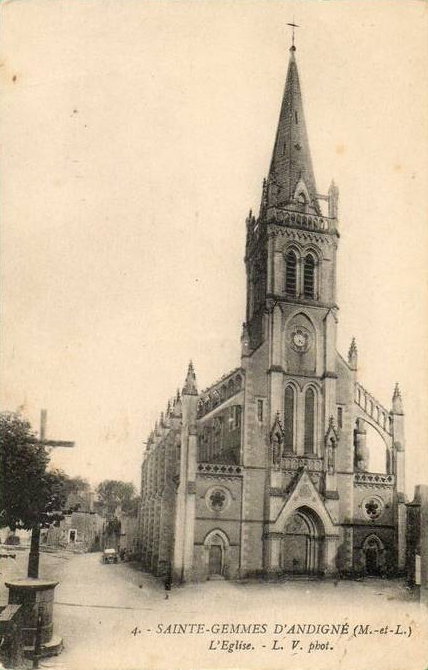
L'église, prise au début du XXe siècle.
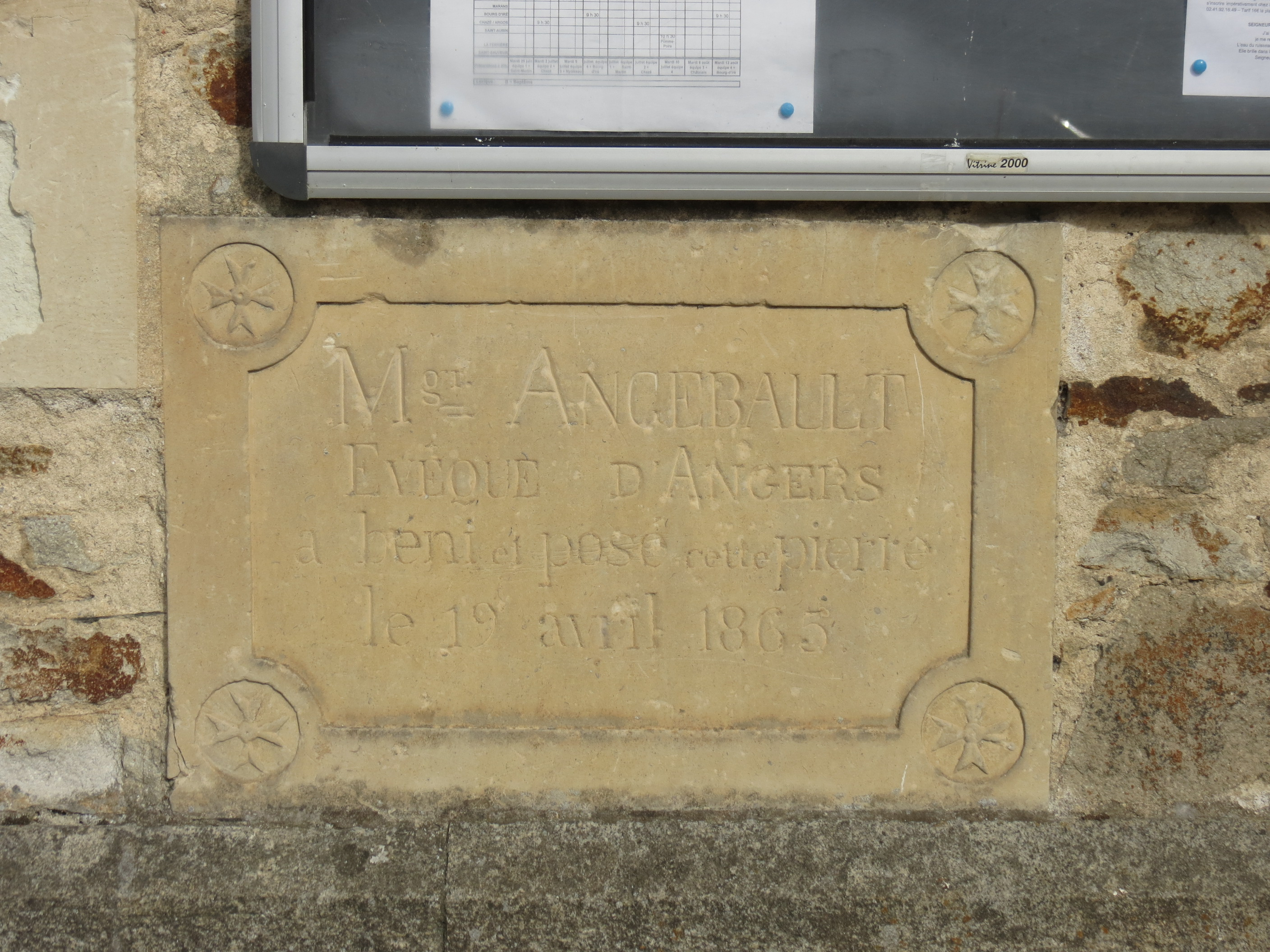
Pierre commémorative de la reconstruction de l'église.

## Description
L'église est d'inspiration néo-gothique, dotée d'un clocher-porte surmonté d'une flèche en pierre. Des arcs-boutants épaulent les murs extérieurs de la nef.
Elle est bâtie autour d'une nef à cinq travées autour de laquelle sont disposées plusieurs chapelles. Son chœur est en abside à cinq pans.
L'église compte de nombreux éléments de décor intérieur dont des médaillons peints par Paul Audfray (entre 1923 et 1928) rendant hommage aux victimes de la commune lors de la Première Guerre mondiale.

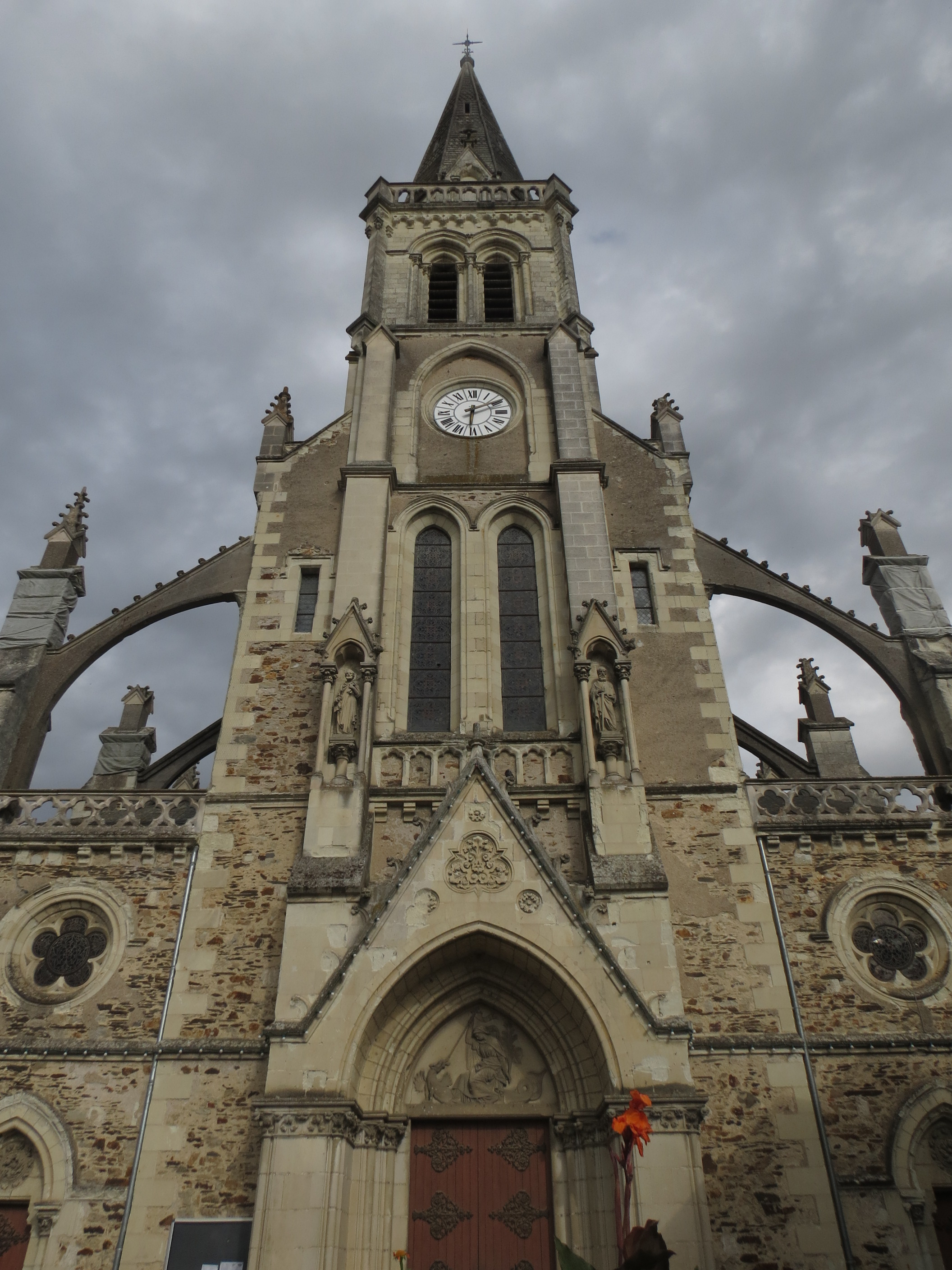
Élévation.
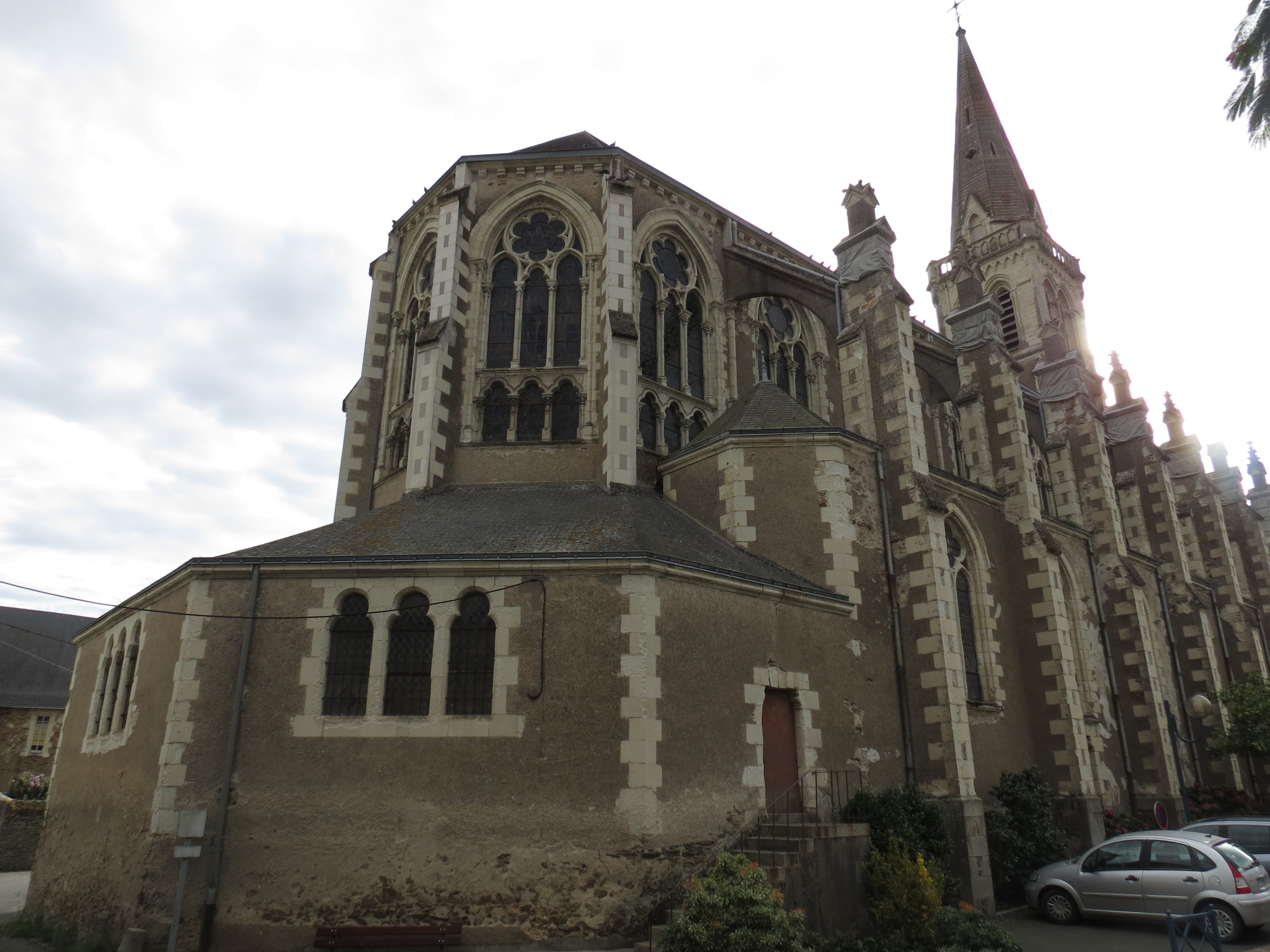
Vue du chevet.
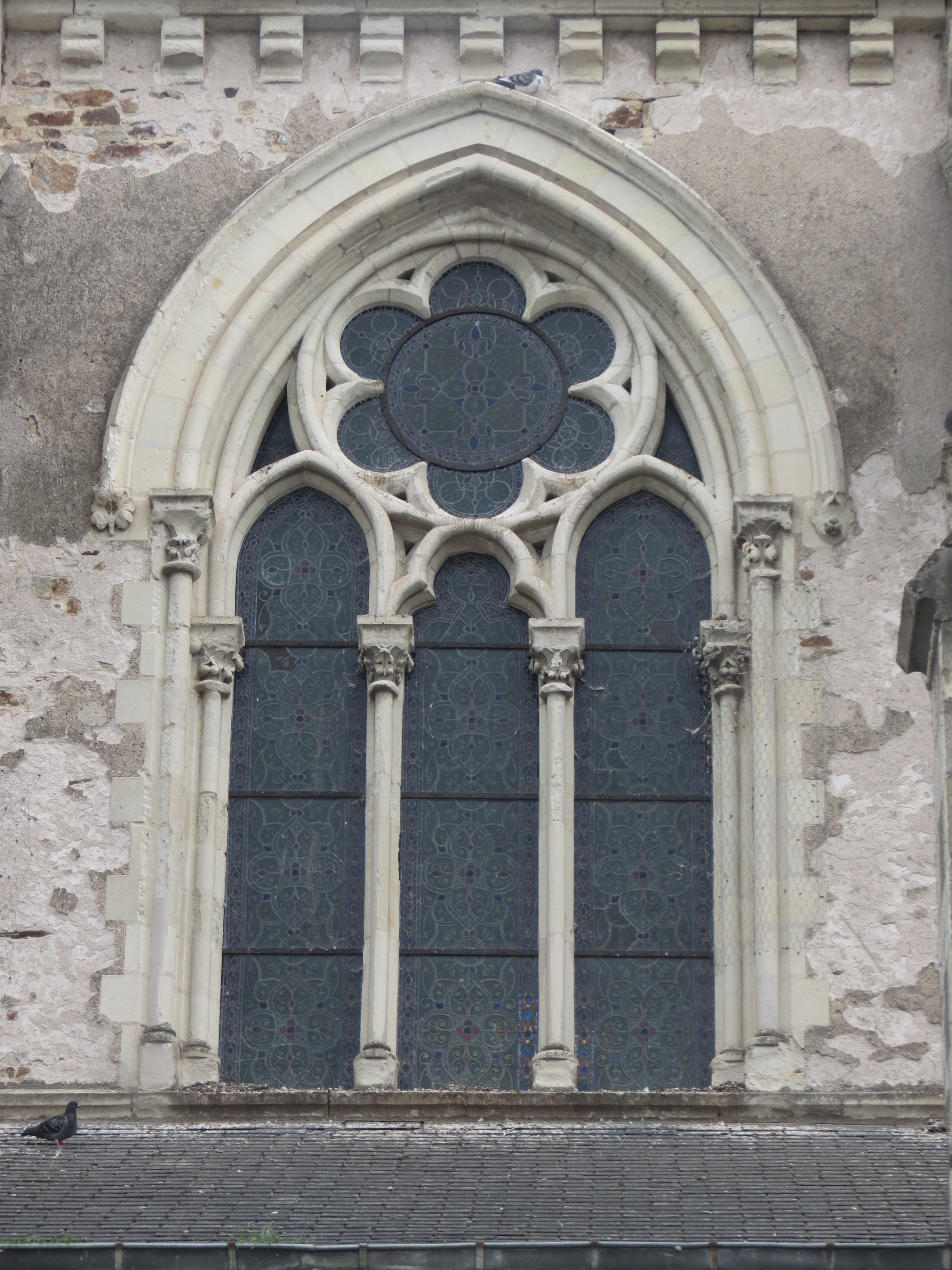
Fenêtre haute.
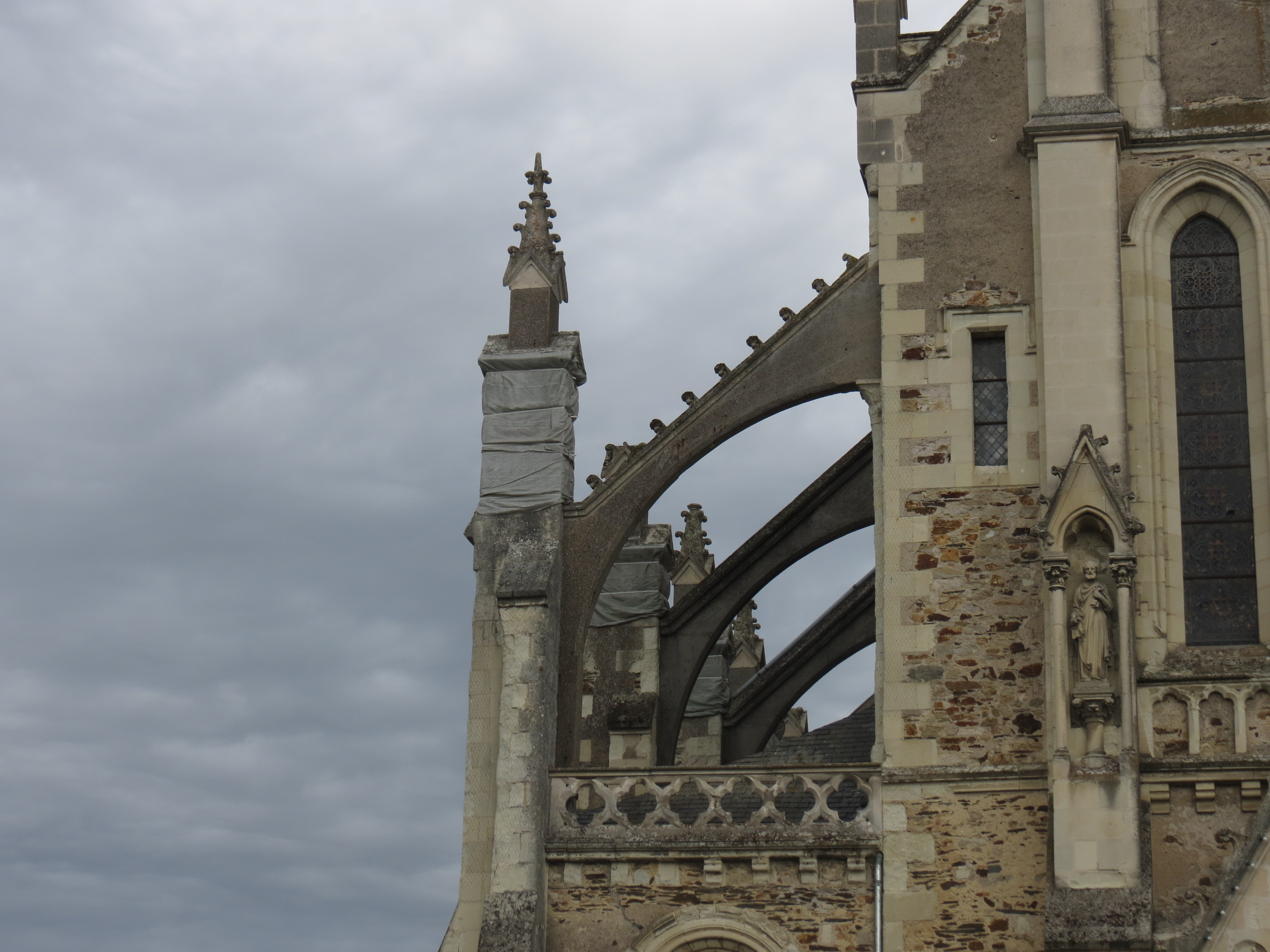
Arcs-boutants et pinacles.

## Mobilier
L'église contient des vitraux originaux (restaurés en 1986 et 1987), trois grandes toiles marouflées sur le mur, peintes par Paul Audfray entre 1923 et 1928 (l'ensemble formant la composition d'un monument aux morts de la Première Guerre mondiale), un grand maître-autel et tout un ensemble de mobilier lui aussi de style néogothique qui témoignage de la ferveur religieuse de cette époque.